# Paulo Gomes (football, 1970)
Pour les articles homonymes, voir Paulo Gomes.
Paulo Gomes, de son nom complet Paulo Jorge dos Santos Gomes, est un footballeur portugais né le 3 novembre 1970 à Lisbonne.

## Carrière
Formé en France au LOSC, il ne rejoindra jamais l'équipe première de son club formateur. Après un prêt à Wasquehal, il rejoint le championnat portugais et le Vitória Setubal. Il revient cinq ans plus tard dans le championnat de France en D2 avec le FC Sochaux puis les Chamois niortais.